# Robert Nojs
Robert Norton Nojs (12. decembar 1927 – 3. jun 1990), s nadimkom „gradonačelnik Silikonske doline”, bio je američki fizičar koji je koosnivač Ferčild poluprovodnika 1957. godine i Intel korporacije 1968. godine. Njemu se pridaju zasluge za realizaciju prvog monolitičkog integralnog kola ili mikročipa, što je podstaklo revoluciju personalnih računara i dalo ime Silikonskoj dolini.

## Rani život
Nojs je rođen 12. decembra 1927. u Burlingtonu, Ajova kao treći od četiri sina prečasnog Ralfa Brustera Nojsa. Njegov otac je završio koledže Don, Oberlin i Čikašku teološku bogosloviju i takođe je bio nominovan za Rudsovu stipendiju.
Njegova majka, Harijet Mej Norton, bila je ćerka prečasnog Miltona J. Nortona, sveštenika kongregacije, i Luiz Hil. Ona je diplomirala je na Oberlin koledžu i pre braka sanjala je da postane misionar. Novinar Tom Volf ju je opisao kao „inteligentnu ženu sa zapovedničkom voljom“.
Nojs je imao tri brata: Donalda Sterlinga Nojsa, Gejlorda Brustera Nojsa i Ralfa Harolda Nojsa. Njegov brat Donald je postao ugledni profesor i vanredni dekan za dodiplomske poslove na UC Berkli koledžu za hemiju; Robert je kasnije stvorio nagradu Donald Sterling Nojs, kako bi nagradio izvrsnost u dodiplomskom predavanju na Berkliju. Njegov brat Gejlord je postao ugledni profesor praktične teologije i dekan studenata na Jejl Diviniti školi. Godine 1961, dok je bio mlad profesor, uhapšen je jer je bio jedan od Jahača slobode pokreta za građanska prava.
Kada je Nojs imao dvanaest godina u leto 1940, on i njegov brat su napravili avion veličine dečaka kojim su leteli sa krova štale Grinel koledža. Kasnije je napravio radio počevši od nule i motorizovao svoje sanke tako što je zavario propeler i motor sa stare mašine za pranje veša sa zadnje strane. Njegovi roditelji su bili religiozni, ali Nojs je u kasnijem životu postao agnostik i nereligiozan.

## Karijera
Nakon što je diplomirao na MIT-u 1953. godine, Nojs se zaposlio kao inženjer istraživanja u Filko korporaciji u Filadelfiji. Napustio je taj posao 1956. da bi se pridružio Vilijamu Šokliju, kopronalazaču tranzistora i konačnom dobitniku Nobelove nagrade, u Šoklijevoj poluprovodničkoj laboratoriji u Mauntin Vju, Kalifornija.
Nakon što je Džek Kilbi izumeo prvo hibridno integrisano kolo (hibridni IC) 1958. godine, Nojs je 1959. nezavisno izumeo novi tip integrisanog kola, monolitno integrisano kolo (monolitni IC). Ono je bilo praktičnije od Kilbijeve implementacije. Nojsov dizajn je napravljen od silikona, dok je Kilbijev čip napravljen od germanijuma. Nojsov pronalazak je bio prvi čip sa monolitno integrisanim kolom. Za razliku od Kilbijevog IC koje je imalo spoljne žičane veze i nije moglo da se masovno proizvodi, Nojsov monolitni IC čip je stavio sve komponente na čip od silikona i povezao ih bakarnim vodovima. Osnova za Nojsov monolitni IC bio je planarni proces, koji je početkom 1959. razvio Džin Horni.

## Patenti
Nojsu je odobreno 15 patenata. Njegovi patenti su ovde navedeni po redosledu izdavanja, a ne po datum podnošenja.
- U.S. Patent 2.875.141 Method and apparatus for forming semiconductor structures, filed August 1954, issued February 1959, assigned to Philco Corporation
- U.S. Patent 2.929.753 Transistor structure and method, filed April 1957, issued March 1960, assigned to Beckmann Instruments
- U.S. Patent 2.959.681 Semiconductor scanning device, filed June 1959, issued November 1960, assigned to Fairchild Semiconductor
- U.S. Patent 2.968.750 Transistor structure and method of making the same, filed March 1957, issued January 1961, assigned to Clevite Corporation
- U.S. Patent 2.971.139 Semiconductor switching device, filed June 1959, issued February 1961, assigned to Fairchild Semiconductor
- U.S. Patent 2.981.877 Semiconductor Device and Lead Structure, filed July 1959, issued April 1961, assigned to Fairchild Semiconductor
- U.S. Patent 3.010.033 Field effect transistor, filed January 1958, issued November 1961, assigned to Clevite Corporation
- U.S. Patent 3.098.160 Field controlled avalanche semiconductive device, filed February 1958, issued July 1963, assigned to Clevite Corporation
- U.S. Patent 3.108.359 Method for fabricating transistors, filed June 1959, issued October 1963, assigned to Fairchild Camera and Instrument Corp.
- U.S. Patent 3.111.590 Transistor structure controlled by an avalanche barrier, filed June 1958, issued November 1963, assigned to Clevite Corporation
- U.S. Patent 3.140.206 Method of making a transistor structure (coinventor William Shockley), filed April 1957, issued July 1964, assigned to Clevite Corporation
- U.S. Patent 3.150.299 Semiconductor circuit complex having isolation means, filed September 1959, issued September 1964, assigned to Fairchild Camera and Instrument Corp.
- U.S. Patent 3.183.129 Method of forming a semiconductor, filed July 1963, issued May 1965, assigned to Fairchild Camera and Instrument Corp.
- U.S. Patent 3.199.002 Solid state circuit with crossing leads, filed April 1961, issued August 1965, assigned to Fairchild Camera and Instrument Corp.
- U.S. Patent 3.325.787 Trainable system, filed October 1964, issued June 1967, assigned to Fairchild Camera and Instrument Corp.

Napomena: Godine 1960, Klevit korporacija je kupila Šoklijevu poluprovodničku laboratoriju, podružnicu kompanije Bekman Instruments, za koju je Nojs radio.

## Napomene
1. ↑  While Kilby's invention was six months earlier, neither man rejected the title of co-inventor.

## Literatura
- Berlin, Leslie The man behind the microchip: Robert Noyce and the invention of Silicon Valley  Publisher Oxford University Press US, (2005)  0-19-516343-5
- Burt, Daniel S. The chronology of American literature: America's literary achievements from the colonial era to modern times Houghton Mifflin Harcourt, (2004)  0-618-16821-4
- Jones, Emma C. Brewster. The Brewster Genealogy, 1566-1907: a Record of the Descendants of William Brewster of the "Mayflower," ruling elder of the Pilgrim church which founded Plymouth Colony in 1620. New York: Grafton Press, 1908.
- Lécuyer, Christophe. Making Silicon Valley: Innovation and the Growth of High Tech, 1930-1970 Published by MIT Press, (2006)  0262122812
- Shurkin, Joel N.. Broken Genius: The Rise and Fall of William Shockley, Creator of the Electronic Age Publisher Palgrave Macmillan, (2007)  0-230-55192-0
- Tedlow, Richard S. Giants of enterprise: seven business innovators and the empires they built Publisher Harper Collins, (2003)  0-06-662036-8
- Gaylord, Mary M. Welles. Life and Labors of Rev. Reuben Gaylord Omaha: Rees Printing Company, 1889.
- Jones, Emma C. Brewster. The Brewster Genealogy, 1566-1907: a Record of the Descendants of William Brewster of the "Mayflower," ruling elder of the Pilgrim church which founded Plymouth Colony in 1620. New York: Grafton Press, 1908.
- Wolfe, Tom. Hooking Up New York. Publisher: Macmillan, 2001.
  - Wolfe, Tom. The Tinkerings of Robert Noyce, How the Sun Rose on the Silicon Valley, Esquire Magazine, December 1983, pp. 346–374.